# Eva Nil

Eva Nil

Eva Nil (25 tháng 6 năm 1909 - 15 tháng 8 năm 1990), sinh ra Eva Comello, là một nữ diễn viên điện ảnh người Brazil gốc Ai Cập.

## Tuổi thơ
Eva Comello sinh ra ở Cairo năm 1909, con gái của Ida Tonetti và Pedro Comello, cả hai đều sinh ra ở Ý. Cha cô là một nhiếp ảnh gia sau đó đã trở thành một nhà làm phim ở Brazil  sau khi họ di cư vào thời thơ ấu của Eva.

## Sự nghiệp
"Eva Nil" (còn được gọi là Eva Nill), nghệ danh được chọn của cô, đề cập đến sự ra đời của người Ai Cập, trên sông Nile. Những bộ phim câm có Eva Nil bao gồm Valadião, o Cratera (1925, "Valadião, miệng núi lửa", một đoạn ngắn của Comello và đối tác làm phim của ông Humberto Mauro), Na Primera da Vida (1925, "Mùa xuân của cuộc sống", cũng bởi Mauro), Senhorita Agora Mesmo (1928, "Miss Right Now", với Comello là nhà quay phim, nhà sản xuất, đạo diễn và diễn viên), và Barro Humano (1929, bởi Adhemar Gonzaga). Cô được tính trong số các melindrosas, nữ diễn viên trẻ hiện đại của điện ảnh thập niên 1920 ở Brazil. Không có lần xuất hiện phim nào của cô còn lại, mặc dù có một số ảnh tĩnh còn được lưu trữ.
Năm 1978, các cảnh quay lưu trữ của Nil đã được xuất hiện trong một bộ phim tài liệu về phụ nữ trong phim, Mulheres de Cinema.

## Đời tư
Eva Nil qua đời năm 1990, thọ 81 tuổi, tại Cataguase, Minas Gerais, nơi cô đã sống nhiều năm sau khi rút lui khỏi công việc điện ảnh.